# Кеа'ау
Кеа'ау (енгл. Keaau) насељено је место за статистичке потребе у америчкој савезној држави Хаваји. По попису становништва из 2010. у њему је живело 2.253 становника.

## Демографија
Према попису становништва из 2010. у граду је живело 2.253 становника, што је 243 (12,1%) становника више него 2000. године.
| Група             | 2000.         | 2010.         |
| Белци             | 194 (9,7%)    | 257 (11,4%)   |
| Афроамериканци    | 2 (0,1%)      | 5 (0,2%)      |
| Азијати           | 1.160 (57,7%) | 1.172 (52,0%) |
| Хиспаноамериканци | 209 (10,4%)   | 197 (8,7%)    |
| Укупно            | 2.010         | 2.253         |